# Titanidiops medini
Espèce
Synonymes
- Idiops medini Pratihar & Das, 2020

Titanidiops medini est une espèce d'araignées mygalomorphes de la famille des Idiopidae.

## Distribution
Cette espèce est endémique du Bengale-Occidental en Inde,. Elle se rencontre vers Nayagram.

## Description
La femelle holotype mesure 15,58 mm.

## Systématique et taxinomie
Cette espèce a été décrite sous le protonyme Idiops medini par Pratihar et Das en 2020. Elle est placée dans le genre Titanidiops par Schwendinger, Huber et Hongpadharakiree en 2024.

## Étymologie
Son nom d'espèce lui a été donné en référence au lieu de sa découverte, le district de Paschim Medinipur.

## Publication originale
- Pratihar, Dandapat & Das, 2020 : « A new species of genus Idiops Perty, 1833 from West Bengal, India (Araneae: Mygalomorphae: Idiopidae). » Serket, vol. 17, no 3, p. 207-212.